# توماس بيكوك
توماس بيكوك (بالإنجليزية: Thomas Peacock)‏ هو سياسي نيوزلندي، ولد في 1837، وتوفي في 1922. انتخب عضو مجلس النواب النيوزيلندي.